# Harry Grey, VIII conte di Stamford
Harry Grey (26 febbraio 1812 – 19 giugno 1890) è stato un nobile britannico.

## Biografia
Era figlio del Reverendo Harry Grey (1783-1860) e di Frances Elizabeth Ellis.
Nel 1836 prese l'ordine sacramentale della Chiesa d'Inghilterra.
Studiò ad Oxford lettere classiche, Latino, Greco, Teologia e Filosofia.
Sposò nel Devon nel 1844 Susan Gaydon. Più tardi manifestò problemi d'alcool e gioco d'azzardo e venne mandato a Cape Colony lasciando la moglie e ricevendo uno stipendio mensile.
A Cape Colony visse nello storico quartiere di Wynberg e lavorò come minatore a Namaqualand. Successivamente lavorò in una fattoria nei dintorni di Wellington.
La prima moglie morì nel Devon nel 1869. Dopo la nascita di una figlia, Emma, avuta da Caroline Collins, egli si risposò nel 1872 a Cape Colony con Ann McNamara. La seconda moglie però soffriva di tubercolosi e assunse la futura terza moglie, Martha Solomon, come badante. Alla morte di Ann nel 1874, Grey iniziò una relazione con Martha, figlia di un ex schiavo di colore. Dall'unione nacquero tre figli:
- John (1879-?)
- Frances (1880-?), morta di vaiolo in tenera età.
- Mary (1882-?)

Nel 1880 sposò la compagna per legittimare i primi due figli e nel 1882 nacque un'altra bambina. Nello stesso anno in cui morì la secondogenita, Grey ereditò la contea di Stamford dal cugino George Harry nel 1883. Insieme al titolo passarono a lui anche le proprietà della famiglia a Dunham Massey nel Cheshire. Nel 1885 donò 250 acrei (1.0 km²) di terra per lo sviluppo dell'area industriale di Broadheath nell'Altrincham. I coniugi Grey decisero comunque di rimanere a vivere a Wynberg e Harry non fece mai più ritorno nel Regno Unito.
Alla sua morte nel 1890, il titolo fu oggetto di controversie. Sebbene John Grey avesse un figlio dalla moglie, la legge inglese lo riteneva non legittimo in quanto nato prima del matrimonio dei genitori.
Al contrario Mary, nata dopo il matrimonio, poté assumere il titolo di Lady ma non ereditare quello del padre.
Fu così che terre e titolo di Harry Grey passarono al suo primo cugino William, il quale visse alle Barbados per molti anni.
La linea dei conti di Stamford visse fino al 1976 con la morte del decimo conte e le proprietà della famiglia a Dunham Massey sono oggi un'attrazione turistica.